# Leichtathletik-Länderkampf der Frauen 1939 Deutschland – Niederlande
| 7. Leichtathletik-Länderkampf mit deutscher Beteiligung 1939 | 7. Leichtathletik-Länderkampf mit deutscher Beteiligung 1939 |               |
| ------------------------------------------------------------ | ------------------------------------------------------------ | ------------- |
|                                                              |                                                              |               |
| Ländervergleich der Frauen: Deutschland – Niederlande        |                                                              |               |
| Austragungsort                                               | Aachen                                                       |               |
| Wettbewerbe                                                  | 9                                                            |               |
| Datum                                                        | 6. August 1939                                               |               |
| 1. GER 2. NLD                                                | 62 Punkte 30 Punkte                                          |               |
| Chronik                                                      |                                                              |               |
| ← GER-YUG/GER-ROU (M)                                        | GER-ITA (F) →                                                | GER-ITA (F) → |

Der siebte Vergleich im Länderkampfjahr 1939 brachte den Frauen ihre erste Begegnung in dieser Saison. Am 6. August trafen sie in Aachen zum dritten Mal auf die Niederlande. Beide vorausgegangenen Aufeinandertreffen hatten die deutschen Leichtathletinnen für sich entschieden.

## Wettbewerbe und Modus
Ausgetragen wurde das komplette damalige Programm in der Frauen-Leichtathletik abgesehen vom Mehrkampf. Erst in den 1950er Jahren gab es einige wenige Veranstaltungen, in denen darüber hinausgehend eine Mittelstrecke oder ein Fünfkampf angeboten wurde. Die Einzeldisziplinen wurden gewertet wie üblich, in der Staffel gab es diesmal drei zu eins Punkte.

## Ergebnis
Deutschlands Athletinnen dominierten den Vergleich deutlich. Einzig den Sprint über 100 Meter konnten die Niederländerinnen für sich entscheiden. Am Ende stand ein klarer deutscher Sieg mit 62 zu 30 Punkten.

## Resultate

### 100 m
| Platz | Athletin         | Land | Zeit (s) |
| ----- | ---------------- | ---- | -------- |
| 1     | Fanny Koen       | NED  | 12,1     |
| 2     | Ida Kühnel       | GER  | 12,3     |
| 3     | Grete Winkels    | GER  | 12,4     |
| 4     | Elisabeth Koning | NED  | 12,8     |

### 200 m
| Platz | Athletin      | Land | Zeit (s) |
| ----- | ------------- | ---- | -------- |
| 1     | Grete Winkels | GER  | 25,3     |
| 2     | Dorle Voigt   | GER  | 25,3     |
| 3     | Bak           | NED  | 26,6     |
| 4     | Ali Loohuis   | NED  | 27,5     |

### 80 m Hürden
| Platz | Athletin         | Land | Zeit (s) |
| ----- | ---------------- | ---- | -------- |
| 1     | Siegfriede Dempe | GER  | 11,7     |
| 2     | Lilo Peter       | GER  | 11,8     |
| 3     | Kitty ter Braake | NED  | 11,9     |
| 4     | Agaath Doorgeest | NED  | 12,1     |

### 4 × 100 m Staffel
| Platz | Besetzung       | Land                                                  | Zeit (s) |
| ----- | --------------- | ----------------------------------------------------- | -------- |
| 1     | Deutsches Reich | Grete Winkels Ida Kühnel Dorle Voigt Siegfriede Dempe | 48,2     |
| 2     | Niederlande     | Bak Kitty ter Braake Elisabeth Koning Fanny Koen      | 49,9     |

### Hochsprung
| Platz | Athletin                | Land | Höhe (m) |
| ----- | ----------------------- | ---- | -------- |
| 1     | Feodora zu Solms        | GER  | 1,60     |
| 2     | Fanny Koen              | NED  | 1,60     |
| 3     | Elfriede Kaun           | GER  | 1,60     |
| 4     | Nelly van Balen-Blanken | NED  | 1,55     |

### Weitsprung
| Platz | Athletin         | Land | Weite (m) |
| ----- | ---------------- | ---- | --------- |
| 1     | Christel Schulz  | GER  | 5,95      |
| 2     | Fanny Koen       | NED  | 5,93      |
| 3     | Gisela Voß       | GER  | 5,62      |
| 4     | Elisabeth Koning | NED  | 4,95      |

### Kugelstoßen
| Platz | Athletin          | Land | Weite (m) |
| ----- | ----------------- | ---- | --------- |
| 1     | Gisela Mauermayer | GER  | 13,38     |
| 2     | Hilde Sommer      | GER  | 11,34     |
| 3     | Ans Niesink       | NED  | 10,98     |
| 4     | Krythe            | NED  | 10,82     |

### Diskuswurf
| Platz | Athletin          | Land | Weite (m) |
| ----- | ----------------- | ---- | --------- |
| 1     | Gisela Mauermayer | GER  | 46,21     |
| 2     | Hilde Sommer      | GER  | 41,29     |
| 3     | Ans Niesink       | NED  | 39,81     |
| 4     | Palm              | NED  | 34,44     |

### Speerwurf
| Platz | Athletin     | Land | Weite (m) |
| ----- | ------------ | ---- | --------- |
| 1     | Luise Krüger | GER  | 43,07     |
| 2     | Lisa Gelius  | GER  | 42,82     |
| 3     | I. Weysters  | NED  | 34,22     |
| 4     | Peet Dieben  | NED  | 33,80     |